# Казе Лодола (Ла Специја)
Казе Лодола је насеље у Италији у округу Ла Специја, региону Лигурија.
Према процени из 2011. у насељу је живело 40 становника. Насеље се налази на надморској висини од 90 м.